# Boba, Vas
Boba  este un sat în districtul Celldömölk, județul Vas, Ungaria, având o populație de 879 de locuitori (2011). 

## Demografie
Componența etnică a satului Boba
     Maghiari (100%)
Componența confesională a satului Boba
     Romano-catolici (36,63%)
     Luterani (25,71%)
     Fără religie (5,23%)
     Reformați (5,12%)
     Necunoscută (26,85%)
     Atei (0,46%)
     Alte religii (0,8%)
Conform recensământului din 2011, satul Boba avea 879 de locuitori. Din punct de vedere etnic, majoritatea locuitorilor (100,0%) erau maghiari. Nu există o religie majoritară, locuitorii fiind romano-catolici (36,63%), luterani (25,71%), persoane fără religie (5,23%) și reformați (5,12%). Pentru 26,85% din locuitori nu este cunoscută apartenența confesională.